# Ошибочный арест
«Ошибочный арест» — художественный фильм. Фильм снят по книге, сюжет которой основан на реальных фактах.

## Сюжет
Джойс Лукезич была вполне довольна своей жизнью. Роскошный дом, приличный муж, замечательные дети — чего ещё желать? Но вся её жизнь рушится после ареста по обвинению в убийстве, к которому она, разумеется, не имеет никакого отношения. Теперь ей предстоит познакомиться с американской тюрьмой и судебной системой. И придётся бороться за свою жизнь и за всё, что у неё отнято.

## В ролях
- Стивен Бауэр
- Донна Миллс
- Лейн Смит
- Джеймс Хэнди
- Льюис Ван Берген

## Съёмочная группа
- Режиссёр: Билл Нортон
- Продюсеры: Джоэль Филдс, Рон Гилберт
- Сценаристы: Джойс Лукезич, Тед Шварц
- Композитор: Сильвестр Левей
- Оператор: Роберт Дрейпер